# Antipathes brookii
Antipathes brookii is een Antipathariasoort uit de familie van de Antipathidae. De wetenschappelijke naam van de soort is voor het eerst geldig gepubliceerd in 1899 door Whitelegge & Hill.